# Ренуар. Останнє кохання
«Ренуар. Останнє кохання» (фр. Renoir)— кінофільм 2012 року режисера Жиля Бурдо про останні роки Огюста Ренуара в Кань-сюр-Мер під час Першої світової війни. Фільм брав участь у програмі «Особливий погляд» 65-го Каннського кінофестивалю та у 2014 році був номінований у 4-х категоріях премії «Сезар», отримавши нагороду за найкращий дизайн костюмів .

## Зміст
Франція, Лазурний берег, 1915 рік. Сивоволосий Огюст Ренуар (Мішель Буке) одержує звістку про те, що улюблений син Жан поранений на фронті. Єдине, що скрашує гірке відлюдництво художника, — присутність поруч молодої рудоволосої натурниці. Сліпуча Андре стає останньою музою майстра і наповнює його світ новими фарбами. Не дивно, що Жан який повернувся з фронту пристрасно закохується в дивовижну красуню.

## Ролі
| Актор           | Роль         |
| --------------- | ------------ |
| Мішель Буке     | Огюст Ренуар |
| Кріста Тере     | Андре        |
| Венсан Ротьє    | Жан Ренуар   |
| Тома Доре       | Коко Ренуар  |
| Романа Боренже  | Габріелль    |
| Мішель Глейзер  | Ален Ренуар  |
| Лоран Пуатрено  | П'єр Ренуар  |
| Сільвіан Гудаль | велика Луїза |
| Солен Ріго      | Маделін      |
| Карло Барндт    | доктор Пратт |

## Знімальна група
- Режисер — Жиль Бурдо
- Сценарист — Жак Ренуар, Жиль Бурдо, Жером Тоннер
- Продюсер — Олів'є Делбоск, Марк Міссоньє, Крістін де Жекель
- Композитор — Олександр Деспла

## Визнання
| Нагороди та номінації фільму Ренуар. Останнє кохання | Нагороди та номінації фільму Ренуар. Останнє кохання | Нагороди та номінації фільму Ренуар. Останнє кохання | Нагороди та номінації фільму Ренуар. Останнє кохання | Нагороди та номінації фільму Ренуар. Останнє кохання | Нагороди та номінації фільму Ренуар. Останнє кохання |
| Рік                                                  | Нагорода                                             | Категорія                                            | Номінант                                             | Результат                                            |                                                      |
| ---------------------------------------------------- | ---------------------------------------------------- | ---------------------------------------------------- | ---------------------------------------------------- | ---------------------------------------------------- | ---------------------------------------------------- |
| 2012                                                 | Каннський фестиваль                                  | Особливий погляд                                     | Жиль Бурдо                                           | Номінація                                            |                                                      |
| 2014                                                 | Премія «Люм'єр»                                      | Найкращий фільм                                      | Ренуар. Останнє кохання                              | Номінація                                            |                                                      |
| 2014                                                 | Премія «Люм'єр»                                      | Найкращий режисер                                    | Жиль Бурдо                                           | Номінація                                            |                                                      |
| 2014                                                 | Премія «Люм'єр»                                      | Найкращий актор                                      | Мішель Буке                                          | Номінація                                            |                                                      |
| 2014                                                 | Премія «Люм'єр»                                      | Найкраща акторка                                     | Кріста Тере                                          | Номінація                                            |                                                      |
| 2014                                                 | Премія «Сезар»                                       | Найкращий актор                                      | Мішель Буке                                          | Номінація                                            |                                                      |
| 2014                                                 | Премія «Сезар»                                       | Найкраща операторська робота                         | Марк Лі Пінбінь                                      | Номінація                                            |                                                      |
| 2014                                                 | Премія «Сезар»                                       | Найкращі декорації                                   | Бенуа Бару                                           | Номінація                                            |                                                      |
| 2014                                                 | Премія «Сезар»                                       | Найкращий дизайн костюмів                            | Паскалін Шаванн                                      | Перемога                                             |                                                      |
| 2012                                                 | «Золота зірка французького кіно»                     | Найкраща музика до фільму                            | Александр Деспла                                     | Перемога                                             |                                                      |